# Hersilia sericea
Espèce
Synonymes
- Hersilia bicornis Tucker, 1920
- Hersilia hanstromi Kauri, 1950

Hersilia sericea est une espèce d'araignées aranéomorphes de la famille des Hersiliidae.

## Distribution
Cette espèce se rencontre au Kenya, en Tanzanie, au Mozambique, au Zimbabwe et en Afrique du Sud,.

## Description
Les mâles mesurent de 5,2 à 6,9 mm et les femelles de 5 à 8,6 mm.

## Publication originale
- Pocock, 1898 : The Arachnida from the province of Natal, South Africa, contained in the collection of the British Museum. Annals and Magazine of Natural History, ser. 7, vol. 2, p. 197-226 (texte intégral).